# Pianostämmare

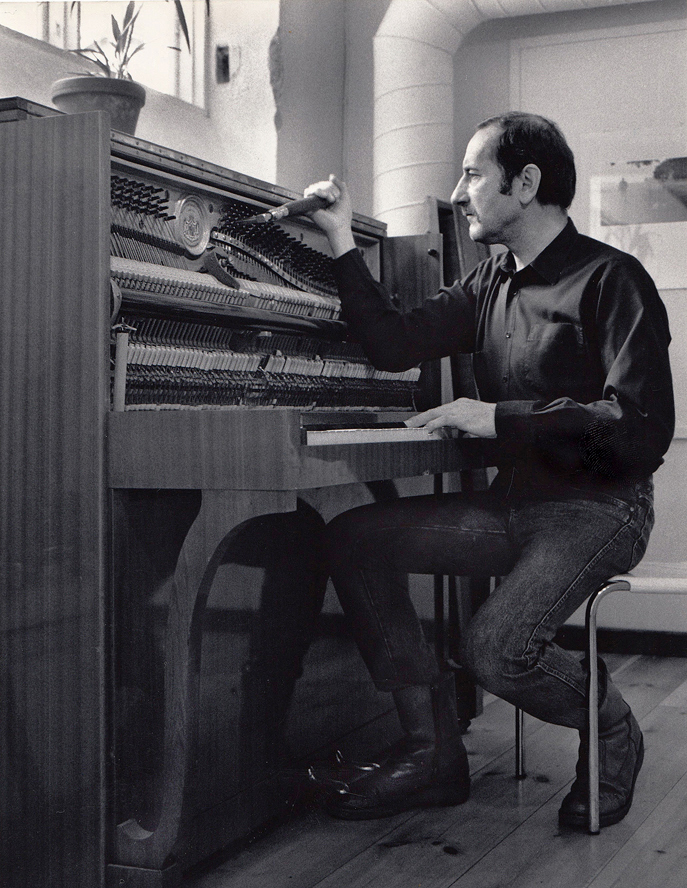
André Studencki stämmer ett piano på en kulturförening i Malmö 1987.

Pianostämmare är en person med uppgift att stämma pianon och andra klaverinstrument.
Det finns idag två utbildningsmöjligheter till pianotekniker i Sverige, Oskarshamns folkhögskola och Kungliga Musikhögskolan.
Pianostämmarutbildning förekom förr som en utbildning för blinda personer, bland annat vid Tomtebodaskolan.